# Acxocueitl
Acxocueitl fue la primera reina consorte de la ciudad-estado de Tlatelolco.
Era hija de Acolmiztli y de la princesa Tlazozomizqui. Se casó con Cuacuauhpitzáhuac.
Sus hijos fueron:
- Tlacatéotl
- Matlalatzin
- Huacaltzintli

Fue abuela del príncipe Tezozómoc y hermana de Xiuhtomiyauhtzin.